# Eusebi Vila Delclòs
Eusebi Vila i Delclòs (Barcelona, 1962) és un artista català.
Pertany a una llarga nissaga de pintors, és fill de Joan Vila i Grau, net d'Antoni Vila i Arrufat, i besnét de Joan Vila i Cinca. Seguint el llegat familiar, va optar per una carrera artística i va estudiar Belles Arts a la Universitat de Barcelona. Hi va doctorar amb una tesi sobre el seu avi Antoni Vila.
Destaca la seva instal·lació Derelictes, iniciada el 2015 al Museu Molí Paperer de Capellades, i que també ha estat al Museu Marítim de Barcelona (2016) i al Claustre del Carme de Maó (2017). En aquesta instal·lació es representa el que serien les restes d'un derelicte mitjançant l'ús de paper que ell mateix va confeccionar al museu molí paperer i de fusta de diversa forma i dimensió procedent de Menorca, moltes desgastades i embellides pel mar, resultant uns dibuixos que barregen escultura i pintura.
En els darrers anys ha exposat individualment a la Galeria Eude, de Barcelona (1990, 1993, 1998, 2000 i 2002), a la Galeria Aritza, de Bilbao (1995, 2001, 2004) i a la Galeria Ángela Sacristán, a Madrid (1997, 1999 i 2000), i a l’Espai d’Art Sanmario, a Barcelona (2006 i 2008). A l’Espai Volart, de Barcelona, en l’exposició antològica “Els Vila. Quatre generacions de pintors”, durant abril i maig de 2010 (comissariada juntament a Glòria Bosch). “Derelictes”; Exposició/instal·lació individual al Museu Molí Paperer de Capellades, Barcelona, març, abril i maig de 2015.
Ha exposat diverses vegades a Arco, fira internacional d’art contemporani (Madrid), a través de la Galeria Eude, els anys 1992, 1995, 1996, 1997 i 2001. També a la fira internacional Art Frankfurt (Alemanya) amb la mateixa galeria, els anys 1993 i 1994.
Ha comissariat “Art, cervell i creativitat, una proposta visual” (2011), exposició itinerant al Museu de la ciència i de la tècnica de Catalunya, Terrassa, al Centre de Recerca Genòmica, Barcelona, a la Sala Municipal Sagrada Família, Barcelona i a la Sala Municipal Sant Josep, Hospitalet de Llobregat. Comissariat tècnic de l’exposició “Les pintures al Fresc de Sant Sebastià de Montmajor” (2012), a Caldes de Montbui i també el Comissariat Tècnic de l’exposició “Els gravats de Vila Arrufat” (2012), a la Sala Delger de Caldes de Montbui.
Comissariat, juntament amb Glòria Bosch, de l’exposició antològica “Els Vila. Quatre generacions de pintors”. Abril-maig 2010. Fundació Vila Casas. Espai Volart,  Barcelona.
Les darreres exposicions col·lectives més destacades són la participació en la Setena Mostra d’Art Contemporani Català (1990), l’exposició del Fons d’Art del diari Avui al Centre de Cultura Contemporània de Barcelona (1994), la mostra de la Col·lecció Testimoni a la sala Sant Jaume, del Fons d’Art de la Fundació “La Caixa” (1994), la selecció i participació en la quarta Biennal d’Art Martínez Guerricabeitia a València (1996) i a la galeria Columna Art (Barcelona), en El món del llibre, exposició dedicada a LLibres d’artista (1998). De les exposicions col·lectives més recents, cal destacar la participació a l’exposició homenatge al poeta Miguel Hernández, pel centenari del seu naixement, a la galería Aritza (Bilbao) durant Octubre i novembre de 2010 com la d’Antonio Machado, el 2015. També la col·lectiva “Trajecte d’Eude/Descobrir, defensar i difondre l’art”, dins el 20è aniversari d’Art Barcelona, a la galeria Eude. Espai Nau U, “Viatge i maquinari”, març 2015, Llotja Escola Superior d’Art, Barcelona.
Obra al Fons d’Art del Banc d’Espanya (Madrid), a la Col·lecció d’Art del Banc de Sabadell, a la Col·lecció d’Art Contemporani de la Fundació “La Caixa” (Barcelona), a la col·lecció d’art d’Iberdrola (Bilbao), al Fons d’Art del diari Avui, al Museu del Paper de Capellades (Barcelona) i a col·leccions particulars d’Espanya, França, Bèlgica, Anglaterra, Portugal, Holanda, Estats Units…